# 芒賈納省
芒賈納省是西非國家畿內亞的33個省之一，位於該國東部，由康康大區負責管轄，首府設於芒賈納，北臨錫吉里省，東接馬里和科特迪瓦，南毗康康省，西鄰庫魯薩省，面積12,300平方公里，人口約159,000。